# Palau vescomtal de Blanes
Palau vescomtal de Blanes és un palau gòtic de la casa de Cabrera del municipi de Blanes (Selva) declarat bé cultural d'interès nacional. Està adossat a l'església de Santa Maria, situat en un replà per sobre el nivell de Dintre Vila.

## Descripció
És un edifici de planta rectangular del qual en resta sobretot o gairebé només la façana. Originalment estava estructurat en planta i pis, sustentats amb volta de creueria, al voltant d'un pati d'armes, i dotat de quatre torres de defensa. L'església de Santa Maria era llavors una petita construcció inclosa al fort i el seu campanar, una de les torres.
Actualment les úniques parts conservades, a part de l'actual església, són la base que salva el desnivell, les restes de murs meridionals i orientals, la sagristia i la façana occidental. Aquesta consta d'una gran porta amb arc de mig punt adovellat i de dues finestres trevolades de diferents mides. A les restes de murs perimetrals meridionals s'entreveuen encara dues arrencades de volta de creueria. A la part oriental, resten també dues finestres, però sense grans pedres com les de la façana principal.
Pel que fa a les parts interiors dels murs i la façana, es conserven restes escultòriques a les diverses arrencades de volta amb decoració humana i heràldica. Alguns dels capitells i elements escultòrics es poden veure reaprofitats a la veïna església. La part desapareguda era la més imponent i alta, tal com s'adjunta en la reconstrucció proposada pel Servei de Monuments de la Diputació de Barcelona de mitjan segle xx.

## Història

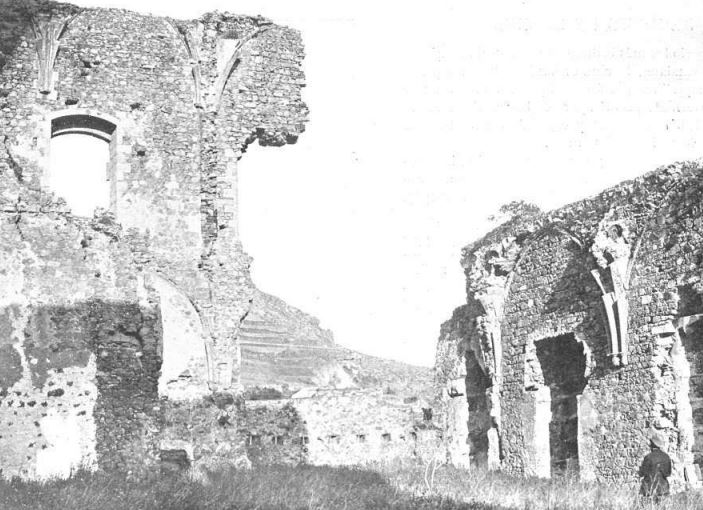
Any 1905

Les primeres notícies es remunten al segle xi quan es vincula al vescomte Sunifred de Girona i als seus successors, els Cabrera. Del segle xii al XIV el castell serà possessió de la família de cavallers de cognom Blanes, feudataris dels Cabrera. Al segle xiv, en un context de creixement urbà i d'activitat portuària, els vescomtes de Cabrera recuperen el fort (1381), quan Bernat IV de Cabrera adquireix el castell de Blanes a Ramon de Blanes. És llavors quan el mestre d'obres Arnau Bargués s'encarrega de la seva fàbrica gòtica. Bernat, que havia intervingut com a capità general al costat de Martí el Jove en la conquesta de Sicília, va ser nomenat comte de Mòdica pel monarca en agraïment pels serveis prestats. És el moment en què inicià a la part alta de la vila la construcció de la nova església i el palau vescomtal.
Durant el segle xv el palau es convertirà en la residència principal dels vescomtes. Des de 1623 el palau, venut, va servir de caserna de soldats. Al final de la Guerra dels Segadors fou atacat i ocupat, així com la vila, pel regiment del marquès de Montara, representant de la Corona. El 1694, finalment, durant la Guerra de la lliga dels Augsburg, les tropes franceses del General Clark van atacar i dinamitar el palau.
Posteriorment l'espai de l'església anà augmentant les capelles meridionals i ocupant part de l'antic castell, que va caure en estat d'abandonament. Les seves pedres es van aprofitar per a fer altres construccions, al mateix palau i a l'església. Les restes actuals del palau són la façana, unida amb l'església, i la torre campanar. A la part interior actualment existeix una edificació del segle xx que té un ús cultural i d'esbarjo de gestió municipal.